# 印度電子與半導體製造業
印度電子產業在二十一世紀初期經歷過顯著的成長，主要得益於多方面的共同推動。首先是外商直接投資 (FDI) 湧入，為產業注入急需的資金和技術，國際企業看到印度龐大的國內市場潛力及其不斷壯大的技術人才庫，其次是政府修改法規，簡化投資流程，降低營商成本，為電子製造業創造更友善的環境。此外再推出一系列獎勵措施和支持政策，例如鼓勵國內製造和出口的財政激勵，進一步刺激產業擴張。這些因素共同為印度電子產業的初期發展奠定堅實基礎，讓其在全球製造版圖上嶄露頭角。
然而在印度整個電子產業鏈中，半導體生產無疑是最為關鍵、也最為資源密集的領域。其重要性不言而喻，因為半導體被視為現代電子產品的"心臟"。從智慧型手機、電腦，到汽車電子、醫療設備，乃至於尖端國防系統，幾乎所有都離不開半導體晶片。印度的國內市場對半導體的需求正呈現爆炸性成長，涵蓋廣泛的垂直產業，包括：
- 電信領域，隨著5G網絡的普及和智慧型手機用戶的增加，對通訊晶片的需求日益旺盛。
- 資訊科技產業，數據中心、雲端運算和人工智慧（AI）的快速發展，對高性能處理器和記憶體的需求持續攀升。
- 汽車產業，電動車和自駕技術的興起，使汽車中的半導體含量大幅增加。
- 工程和醫療電子，精密儀器和醫療診斷設備對客製化晶片的需求不斷增長。
- 電力和太陽能光電，能源管理系統和再生能源設備也依賴功率半導體。
- 國防和航空領域，對高可靠性、高性能的特殊半導體有著嚴格要求。
- 消費性電子產品和家電，隨著人們生活水平的提高，對各種智慧家電和電子設備的需求也水漲船高。

雖說需求強勁，印度在半導體產業的發展卻面臨重大挑戰。截至2015年，由於國內存在嚴重的人才缺口，包括缺乏具備晶圓廠操作、晶片設計和封裝測試專業知識的工程師和技術人員，導致印度在這一區塊的進展相對緩慢，導致印度在當時有高達65%到70%的半導體需求仍嚴重依賴進口。這不僅造成龐大的進口成本，也使得印度在戰略性產業上存在供應鏈脆弱性。因此，印度在此產業的開展仍有待努力，以克服基礎設施不足、技術積累不夠以及更關鍵的人才培育等方面的挑戰。

## 印度電子產業

### 統計與趨勢

#### 市場規模
印度電子產業的產值規模位居世界前列，受到全球市場需求的推動，預計將從2012年的696億美元增長到2020年的4,000億美元，估計在此期間的複合年增長率將超過25%。印度在2013-14財政年度的電子產品有65%仰賴進口。根據全球性的成長諮詢公司Frost & Sullivan和印度電子與半導體協會（India Electronics and Semiconductor Association，簡稱IESA）合作，提供的數據分析顯示，電子產品總使用量中有60%由五個產品類別組成，為：桌上型電腦 (4.39%)、筆記型電腦 (5.54%)、行動電話 (38.85%)，以及平面顯示器 (7.91%) 。
印度消費性電子產品和家電產業在2014年的銷售金額為97億美元，預計將以13.4%的複合年增長率成長，到2020年達到206億美元。其中機上盒預計將是消費性電子產品中增長最快的類別，預測在2014年至2020年間將有28.8%的年增長率。電視將有20%的年增長率，冰箱的為10%，洗衣機的為8-9%，空調機約6-7%。印度對資訊科技（IT）設備的需求在2013年預計將達到130億美元。印度航空航太與國防 (A&D) 電子產業的產值，預計到2029-30財政年度可能高達700億美元，其中550億美元來自平台中的電子產品，其餘170-180億美元則來自系統級別的整合專案。

#### 國內生產
印度國內電子產品的總產值在2012-13、2013-14和2014-15三個財政年度分別為1,641.72億盧比、1,804.54億盧比和1,903.66億盧比。印度電子硬體製造業的電子產品產值預計將從2013-14財政年度的324.6億美元，增長到2020財政年度的1,040億美元。印度在2013財政年度生產全球1.6%的電子設備。在同期，印度電子產品總產量中以通訊和廣播設備的產值最高，佔比為31% ，其次是消費性電子產品，佔23%。印度在2015年4月至6月季度銷售的手機中，有24.8%是在印度組裝或製造的，高於前一季度的19.9%。
印度在2015-16財政年度出貨的2.2億支手機中，有1.1億支是在印度本地製造或組裝，相較於前一年的6,000萬支有大幅增加。手機生產的價值在2015-16年度增長185%，從190億盧比達到540億盧比。一項由印度工商聯合會（ASSOCHAM）和安永會計師事務所（EY）合作進行的研究報告，標題為"讓『印度製造』倡議在電子和硬體領域實現" ，預測印度電子和硬體產業將在2013-18年間以13%-16%的複合年增長率發展，從2016財政年度的750億美元增長到2018財政年度的1,120億至1,300億美元。
印度國家轉型研究所 (NITI Aayog)在2016年5月發表的一份研究報告，指出印度電子產業對該國GDP的貢獻僅有1.7%，然而在台灣、韓國和中國，此種比例則各為15.5%、15.1%和12.7%。印度目前在全球電子製造業中所佔的比例不到5%，其大部分電子產品都以滿足國內市場需求為主。
在2014年，由於在印度生產的液晶顯示器（LCD/LED）電視所需的面板、半導體和玻璃都仰賴進口，電視的在地化投入/附加價值僅約為25-30%。空調設備的在地化程度也僅約30%至40%，原因在於壓縮機、冷媒、馬達和線圈需要進口。機上盒所用的零組件中，約有35-40%由國內生產。至於冰箱和洗衣機，在地化的程度則約為70%。據稱印度於2016年，手機組裝的在地化附加價值比例僅有2-8%。
位於北阿坎德邦德拉敦的兵工廠委員會所屬的光電工廠 (Opto Electronics Factory, OLF) 是該國的一個獨特設施，專門生產國防用的光電產品。位於清奈的Polymatech Electronics是另一個生產光電半導體晶片的設施。該公司於2020年5月27日與坦米爾那都邦政府簽署諒解備忘錄，備忘錄中提及的項目也獲得印度電子元件和半導體製造促進計畫 (Scheme for Promotion of Manufacturing of Electronic Components and Semiconductors，簡稱SPECS）的認可。印度總理納倫德拉·莫迪曾於2023年印度半導體展覽期間參訪過Polymatech Electronics。領先的韓國電子公司三星電子計劃於2024年開始在其位於印度諾伊達的工廠生產筆記型電腦。法國達利斯集團則與印度信實集團合資成立達利斯信實防務系統公司 (Thales Reliance Defence Systems) ，達利斯集團目前在全球生產機場導航輔助設備。而此集團與巴拉特電子公司合資，在邦加羅爾生產高科技產品，例如飆風戰鬥機電子戰套件的低頻接收器。2024年1月18日，西班牙的Grupo Antolin則在馬哈拉什特拉邦恰坎建立新廠，用於製造電子產品、人機界面系統和先進照明設備。Grupo Antolin為在印度的福斯汽車、Škoda、鈴木、豐田汽車、馬亨達 和塔塔汽車供應相關電子零件。
聯想集團計劃擴大其在印度的製造業務，考慮在當地生產伺服器，以取得生產IT硬體的"生產連結獎勵計畫 (PLI)" 補助。三星電子也打算在2024年開始於其位於諾伊達的工廠生產筆記型電腦，相關準備工作已在進行中。英特爾在2024年的印度科技生態系統峰會（Tech Ecosystem Summit 2024）上展示一系列"印度製造"的筆記型電腦和IT產品，其中包括本地生產的伺服器。Google已指示其供應商在2024年第二季度前開始在印度生產Pixel系列的智慧型手機，其中高階的Pixel 8Pro的生產線將會率先準備就緒。印度大型電子代工廠Dixon Technologies公司也將在印度製造Google的Pixel 8智慧型手機。首批產品預計於2024年9月上市。Pixel智慧型手機的月產量預計將達到10萬台，其中25%到30%將用於出口。
蘋果公司計劃於2025年開始在印度生產AirPods。該公司已與位於浦那的捷普科技 (Jabil) 合作，開始試產AirPods無線充電盒的零件。目前捷普科技已在生產AirPods無線充電盒的零件，並供應到中國和越南。

#### 進出口
印度迄今是電子產品的淨進口國，其中大部分的進口來自中國。該國於2015年的電子產品進口價值超越黃金，成為僅次於原油的第二大進口商品。根據德里印度理工學院物理系榮譽教授Vikram Kumar在2019年發佈的研究報告，該國在半導體進口上的花費甚至已超過石油。印度商業和工業部發佈的一份報告，指出電子產業是該國六大產業之一，有望幫助印度在2030財政年度的1兆美元商品出口目標中享有超過70%的比例。

#### 出口
印度電子產品在2013財政年度的出口價值估計為76.6億美元，略低於2012財政年度的81.5億美元。但由於盧比貶值，同期以盧比計算的出口額有所增加，從4,400億盧比上升到4,630億盧比。印度在2013-14財年的電子產品出口主要由電信業主導，其次是電腦、消費性電子產品、儀器儀表和電子元件。據信海外對印度電子產品日益增長的需求，主要是受到技術進步和具成本效益的推動。印度電子設備的生產價值（以盧比衡量）從2009-10財政年度的10,994億盧比，到2013-14財政年度幾乎翻倍，達到19,610.3億盧比。然而印度電子產品出口在2014財年降至60億美元，僅佔全球電子貿易的0.28%。
印度在2023-24財政年度的前九個月的電子產品出口有22.24%的增長，達成突破200億美元的里程碑。此期間（2023年4月至12月）的行動電話出口額達到105億美元，佔所有電子產品出口的52%。值得注意的是iPhone在此期間成為主要的出口引擎，佔所有電子產品出口的35%，並佔該國所有手機出口的70%。iPhone出口額僅在2023年12月就超過70億美元。手機出口額幾乎增長七倍，從2019財政年度的16億美元增長到2023財政年度的111億美元。同期的電子產品總出口額增長近三倍，從2019政年度的84億美元增長到2023財年的236億美元。
印度企業如Havells、Dixon Technologies、Voltas和Blue Star在2023年12月的財報電話會議中皆表示，他們正在為向美國和歐洲等工業化國家出口電子/電機產品奠定基礎。Havells計劃在美國設立公司後，向當地市場供應空調設備。Dixon Technologies目前有約28%至30%的摩托羅拉智慧型手機產量銷往美國。土耳其家電零售商Arçelik在歐洲以Beko品牌銷售家電，已向Voltas下了無霜冰箱和洗碗機的出口訂單。印度電子產品在2023-24財政年度的出口額達291.2億美元，較前一年增長23.6%。美國、阿拉伯聯合大公國、荷蘭、英國和義大利是印度電子產品的前五大出口市場。印度在2024財政年度中的出口也擴展到新市場，包括土庫曼斯坦、宏都拉斯、薩爾瓦多、蒙古國、蒙特內哥羅和開曼群島。目前，塔塔電子位於邦加羅爾的研發中心所封裝的少量半導體晶片，正出口給美國、歐洲和日本的合作夥伴。這些封裝晶片目前仍處於試產階段。
鴻海精密和Dixon Technologies為供應美國和歐洲市場， 將分別生產Pixel智慧型手機的Pro版和基本版，以及其他Google裝置。鴻海精密位於坦米爾那都邦斯里佩魯姆布杜爾的工廠已開始試產。預計將於2024年9月開始全面生產。

#### 進口
印度在2012-13、2013-14和2014-15三個財政年度中，電子產品進口總額估計分別為1,790億盧比 (280億美元)、1,959億盧比 (310億美元) 和2,256億盧比 (370億美元) 。根據印度商業和工業部的數據，智慧手機進口額從2003-04財政年度的6.6547億美元急劇增長至2013-14財年的109億美元。同期，來自中國的智慧型手機進口額從6,461萬美元增至70億美元。在2013-14財政年度中，中國佔印度235億美元電子產品貿易逆差的67%。電子產品進口額從2011財政年度的約280億美元增長到2016財年的400億美元。印度本土電子產品生產從2016年開始增長，標誌著印度開始從出口低迷時期復甦。於2016年1月，電子產品出口增長7.8%，達到5億美元，而電子產品進口額則下降2.2%，降至32億美元，佔印度年度貿易逆差的27%。

### 政府倡議
印度中央政府為促進整體經濟成長並創造就業機會（預計將吸1,000億美元投資，創造逾2,800萬個職位），已力求將國家電子產品在進口中的佔比從2014-15財政年度的65%降至2016年的50%，並逐步實現到2020年的電子貿易"淨零"目標。印度採行進口替代與出口鼓勵並行的雙管齊下策略，透過"印度製造"、數位印度、創業印度 和技能印度等倡議來推動。政府也依照國家電子政策和國家電信政策（ National Telecom Policy）的規劃，透過多種方式營造有利於外商直接投資 (FDI) 流入的環境。
- 放寬外商直接投資：透過自動化途徑，允許外商擁有最高100%的股權
- 降低關稅。
- 設立電子硬體技術園區 (EHTPs) 和經濟特區 (SEZs)。
- 實施優先市場准入 (PMA) 。[43]
- 對不屬於IT自由貿易協定框架內的某些產品徵收基本關稅。
- 對個人電腦製造中依賴進口的投入/零組件免除特殊附加稅 (SAD)。
- 在外貿政策下的"重點產品計畫"中，獎勵某些電子產品的出口。
- 提供印度大學3,000名電子與IT領域的博士生財務協助。
- 對進口電子產品徵收教育稅 (education cess)，以維持公平性。
- 為彌補在印度發展新興電子產業的劣勢，政府啟動"修訂版特別獎勵計畫 (Modified Special Incentive Package Scheme, MSIPS)"，[44]預定在2020年前向在印度設廠的電子硬體製造實體提供最高達17億美元的獎勵。政府在2014年1月至2015年6月間已批准40項提案，投資總值超過953.8億盧比。[45]
- 電子製造聚落 (Electronic Manufacturing Clusters, EMCs) 計畫[46]鼓勵設立全新的 (greenfield) 和現有的擴建型 (brownfield) EMCs。預計於2020年將建成約200個EMCs，其中30個已在興建中。

印度中央政府轄下的政策智庫 - 印度國家轉型研究所 (NITI Aayog)，在一份報告草案中建議應採行一項政策，為投資達到10億美元或更多，且能創造20,000個工作機會的公司提供十年免稅期。這項報告暗示政策可能傾向《資訊科技協定-2》 (ITA-2) ，同時也建議印度應重新調整其針對自由貿易協定 (FTAs) 的防禦性政策，並積極推行出口導向政策，以利用這些FTA ，取得其FTA夥伴電子市場的免關稅准入。
印度政府於2024年2月3日啟動數位印度未來實驗室（Digital India futureLABS），以推動汽車、電腦、通訊、工業電子、戰略電子以及物聯網等領域的研發。資金將來自電子資訊科技部的研發經費。而高級運算發展中心 (Centre for Development of Advanced Computing, C-DAC) 將是制定這些領域新創公司及其他私營企業總體戰略、標準作業程序 (SOPs) 和指導方針的主要機構。

### 電子產業的投資
印度的電子產業在2000年4月至2016年3月期間共吸引16.36億美元的外商直接投資（僅限股本部分，此金額不包括透過印度儲備銀行（RBI）非居民印度人 (NRI) 計畫匯入的資金）。此金額佔同期該國獲得的外商直接投資總金額2,885.1億美中的0.57%。
印度電子與半導體協會（IESA）提出的報告中指出，印度政府在過去20個月內（截至2016年2月）已收到156份提案，投資承諾總額達1.14兆盧比，約合168億美元。.截至2016年5月，在195份（總計1.21兆盧比）的投資提案中，政府已批准74份，總額為1,730億盧比，同時有27個專案遭到駁回。截至2016年6月，預計印度電子產業在未來四年內將獲得560億美元的投資，以期達到在2020年超過800億美元的出口目標。在迄2016年8月的過去一年已有37家智慧型手機製造公司在印度投資，直接創造40,000個工作機會，並創造約125,000個間接工作機會。
- 鴻海精密：原計劃在馬哈拉什特拉邦投資50億美元，用於研發高科技半導體製造設施，但因未能依其條件取得土地而未履行所簽署的諒解備忘錄。[55][56][57]根據印度經濟時報報導，鴻海為減低地緣政治風險，目前已在坦米爾那都邦、卡納塔卡邦和泰倫加納邦都設有據點，而鴻海為擴大其在印度產能，現傳出在有意在印度北部增設生產基地。[58]
- 和碩聯合科技：這家蘋果公司供應商正洽談開設其在印度的第二家iPhone製造廠。[59]2025年初傳出和碩集團陸續淡出iPhone代工製造業務，同時也將印度iPhone製造縮減。外媒報導印度塔塔集團於1月24日表示已買下和碩印度子公司60%股權，擴大"印度製造"布局，並將與和碩協作共同整合團隊。[60]
- 華為：在邦加羅爾設立新的研發中心，投資額達1.7億美元，[61][62]並在清奈設立電信硬體製造廠。[63]
- 摩托羅拉行動：由偉創力在清奈附近的斯里佩魯姆布杜爾營運代工製造。[64][65]
- Micromax（印度公司）：在拉賈斯坦邦、泰倫加納邦和安德拉邦新增三個製造工廠，投資額達30億盧比（約合3,500萬美元） 。[66][67]
- 高通：啟動"Design in India（印度設計）"計畫，以輔導10家具有潛力，能提出創新解決方案的印度硬體公司，並協助它們擴展為全球規模級的製造商。[68]
- 三星集團：建立10所"MSME-三星技術學校（為印度微中小企業部（英语：Ministry of Micro, Small & Medium Enterprises）（MSME）與三星集團之間的聯合倡議）"，[69]並在其諾伊達工廠生產Samsung Z1手機（英语：Samsung Z1）。[70]
- Spice Global（英语：Spice Global）（印度公司）：在北方邦設立一座投資額達50億盧比（約合5,900萬美元）的行動電話製造廠。[71]
- Vivo（中國公司）：開始在大諾伊達（英语：Greater Noida）的工廠製造智慧型手機，這座工廠僱用有2,200名員工。[72]
- 緯創資通：這家台灣公司將在諾伊達的新工廠開始製造Blackberry（黑莓機）、宏達國際電子 (HTC) 和摩托羅拉品牌的手機。[73]緯創是蘋果在印度的三家主要組裝廠之一，該公司董事會於2023年10月27日拍板，以1.25億美元將印度廠賣給印度塔塔集團，讓印度誕生首家本土iPhone組裝業者。[74]但根據2024年4月的新聞報導，緯創並未退出"印度製造"，可能改而在當地進行筆電組裝。[75]
- 小米集團：該品牌的手機將由位於斯里市（英语：Sri City）的鴻海精密營運的工廠製造，首先生產的是紅米手機2。[76][77]
- 維維帝恩科技（VVDN Technologies）：這家印度的原廠委託設計代工廠商 [78]擴大其製造業務，在印度新增一座佔地10英畝的全球創新園區，以響應"印度製造"倡議。[79][80][81]
- 總部位於美國的個人電腦硬體跨國公司戴爾科技（英语：Dell Technologies）正預備擴大其在斯里佩魯姆布杜爾的筆記型電腦和個人電腦製造工廠的出口能力，該工廠之前已投資3,000萬美元。[5][82][83]戴爾計劃透過其創投基金部門Dell Ventures向印度雲端運算、安全和分析領域的新創公司，以及微處理器和太陽能電池製造領域投資約3億美元 。[84][85]
- 位於清奈的Munoth Industries已與中國的Better Power建立技術合作夥伴關係，目標是在2022年前分三階段於安德拉邦蒂魯帕蒂設立印度首座鋰離子電池製造廠，總投資額為79.9億盧比。專案的第一階段預計在2019年完成，後續階段則在2022年完成。這座工廠預計將創造1,700個就業機會。該公司已為第一階段投資16.5億盧，其中將從中央政府的"印度製造"計畫中獲得2.5億盧比的資本投資。安德拉邦政府也將提供財政和營運獎勵，包括稅收和電力成本補貼。該公司計劃向印度國內的手機製造商和電池組製造商銷售鋰離子電池成品。[86]
- 2024年2月，由MEL Systems and Services、Syrma SGS、O/E/N India、Sahasra Group和 Deki Electronics共同成立一家名為Awesense Five的新公司。目標是在印度開發和生產工業感測器，以減少對進口的依賴，取得包括國防領域在內、價值70億盧比的國內市場。[87]
- 印度第一家商業化雙電層電容器生產設施已由喀拉拉邦立電子開發公司（英语：Kerala State Electronics Development Corporation Limited）（KELTRON）在坎努爾建立。工廠於2024年10月1日正式揭幕。該公司一直與印度太空研究組織 (ISRO)、海軍材料研究實驗室（英语：Naval Materials Research Laboratory）和電子材料技術中心 (Centre for Materials for Electronics Technology)合作進行技術開發。這座生產設施的第一階段已投入1.8億盧比。預計總投資將達到4.2億盧比。生產能力約為每天2,000件。[88]

## 半導體產業
隨著物聯網 (IoT)新時代來臨，新一代的互聯設備需具備智慧運算能力，印度半導體產業正蓄勢待發，準備經由穩定增長的方式以迎接光明前景，前提是印度能充分解決其固有的障礙，例如官僚作風、資金短缺和基礎設施不足等問題。

### 統計與趨勢
印度的電子系統設計製造 (electronics system design manufacturing，ESDM) 產業正在快速成長，根據電子資訊科技部，此種機構的數量已超過120家，印度每年約可設計出2,000個晶片，目前有超過20,000名工程師受僱從事積體電路 (IC) 設計與驗證的各個方面。根據位於邦加羅爾的市場調查及諮詢公司NOVONOUS Business Consulting Pvt. Ltd.提出的報告，印度所需的半導體（主要依賴進口）預計將以26.72%的複合年增長率 (CAGR)，從2013年的100.2億美元增長到2020年的525.8億美元。報告中估計，用於行動裝置的將在2013年至2020年間以33.4%的CAGR增長，讓行動裝置中所用半導體在總體使用中的佔比從2013年的35.4%上升到2020年的50.7%。此外，用於電信領域預計在2013-20年間也將以26.8%的CAGR增長。用在資訊科技和辦公自動化領域的在同一時期預計將以18.2%的CAGR增長。用於消費性電子產品領域中的預計在這七年內也將以18.8%" 的CAGR增長。用於汽車電子領域的預計從2013年到2020年將以30.5%的的CAGR增長。前述的增長也帶動ESDM產業的增長。目前，印度幾乎所有的半導體都由美國、日本和台灣等地進口。在半導體領域，印度擁有大量的人力資本，但缺乏端到端的製造基地，目前主要還是集中在設計方面。雖然如此，印度新興的電子系統設計製造 (ESDM) 產業仍展現出巨大潛力。這主要歸功於印度各地大學和研究機構在半導體製造的整個價值鏈上，例如晶片設計與測試、嵌入式系統、製程技術、電子設計自動化 (EDA)、微機電系統 (MEMS) 和感測器等領域，都進行卓有成效的本土研究，並已發表大量高質量的學術成果。

### 印度政府在半導體產業的倡議
截至2016年，印度政府允許國外ESDM產業（包括代工生產（(OEMs)，整合元件製造廠（IDMs））透過FDI取得印度公司100%的股權，以吸引投資，以及將營運從其他國家遷至印度。此外，政府也為電子產業提供電子製造聚落計畫（EMC）、修訂版特殊獎勵計畫
（MIPS）和其他獎勵與計畫。
印度電子資訊科技部配合"技能印度" 倡議，啟動一項價值4.9億盧比的ESDM能力建設計畫。德國半導體公司英飛凌科技與印度國家技能發展公司 (NSDC) 於2015年10月展開合作，以提升該國半導體技術領域的技能和人力，促進印度ESDM生態系統發展。
印度電子與半導體協會 (IESA) 宣佈將加速並擴大其人才發展計畫。此計畫將透過與印度電子業技能委員會 (Electronics Sector Skills Council of India, ESSCI) 合作成立的卓越中心，以及與維斯瓦拉亞科技大學（VTU）和位於邦加羅爾的RV-VLSI設計中心簽署的合作備忘錄來實施，進行在ESDM領域培養人力資本。ESSCI已開發140多個跨14個子領域的資格包 (QP) 或國家職業標準 (NOS)，其中嵌入式系統設計和超大型積體電路 (VLSI) 設計兩項最能吸收工程師參與。ESSCI在同樣是位於邦加羅爾的BMS工程學院建立首個超大型積體電路和嵌入式系統設計卓越中心 (CoE) 。IESA與台灣區電機電子工業同業公會 (TEEMA) 簽署合作備忘錄，以鼓勵技術和知識轉移方面的合作，並取得後者對印度國內ESDM領域進行投資的承諾，這將使印度和台灣公司同時受益。此外，IESA也在2015年2月與新加坡半導體產業協會 ( Singapore Semiconductor Industry Association ，SSIA) 簽署合作備忘錄，以促進兩國電子和半導體產業之間的貿易和技術合作關係。
印度電子資訊科技部已設立一項由卡納拉銀行（或稱 CANBANK Venture Capital Funds，CVCFL) 管理的電子業發展基金 (Electronics Development Fund, EDF) 。此基金的目的在提供風險資本，並吸引創投基金、天使基金和種子基金，以孵化研發並促進該領域的創新環境。此外，根據IESA的說法，聯邦內閣批准設立的新創公司基金之基金(Fund of Funds for Start-ups, FFS) 將作為EDF的一部分，有助於ESDM領域的新創公司。該基金將投資於在印度證券交易委員會註冊的各種另類投資基金或子基金，並將依據印度政府於2016年1月公佈的新創印度行動計 (Start-up India Action Plan)，為新創公司提供資金支援。
印度政府為促進印度在ESDM領域的能力發展，已設立多個中心：位於坎普爾印度理工學院的國家柔性電子材料中心 (National Centre for Flexible Electronics, NCFlexE）、孟買印度理工學院的國家內部安全技術卓越中心 (National Centre for Excellence in Technology for Internal Security)，以及邦加羅爾印度國家軟體與服務公司協會的物聯網卓越中心 (Centre for Excellence for Internet of Things)。

### 近期ESDM研發的顯著成就
總部位於海德拉巴的半導體晶片設計服務公司SoCtronics於2011年完成印度首個28奈米晶片的設計與開發。
總部位於邦加羅爾的印度公司Navika Electronics設計基於ARM架構處理器的衛星導航系統/全球定位系統（GPS） SoC (單晶片系統)晶片組，以自有品牌用於便攜式應用，例如接收/下變頻和放大GPS及伽利略定位系統的訊號。
於印度科學理工學院邦加羅爾校區的奈米科學與工程中心 (Centre for Nano Science and Engineering, CeNSE)與在邦加羅爾的電子製造公司KAS Tech合作，開發一款高度整合且便攜，名為Ocean的化學氣相沉積器。該設備能夠以簡單的即插即用 (plug and grow) 方式商業化生產各種二維材料，包括石墨烯，這在ESDM領域對學術界和工業界都具有各種新穎的應用。
ISRO和印度汽車研究協會 (ARAI) 共同利用ISRO最先進的電池技術，開發並通過測試驗證鋰離子電池原型，用於電動汽車。他們期待與汽車公司合作，透過大規模生產將這項技術商業化。目前，印度的鋰離子電池需求完全依賴進口，國內並未生產這類電池。印度用於製造電池的原材料仍需進口，但如果該專案能排除所有障礙，其餘的價值鏈可在國內以具競爭力的成本進行合成。印孟買度理工學院的研究人員與在昌迪加爾的ISRO的半導體實驗室 (Semi-Conductor Labs, SCL) 合作，開發出一種本土的雙極性接面電晶體 (Bipolar Junction Transistor, BJT)，其可與Bi-CMOS (雙極性互補式金屬氧化物半導體) 技術共同運作。基於各種數位Bi-CMOS技術並整合類比高頻BJT放大器的類比或混合晶片，對於物聯網和太空應用（如高頻通訊）都很重要，因為它們能減少外形尺寸、功耗、重量、尺寸和成本等。
電子資訊科技部在2024年數位印度未來實驗室會議期間將InTranSE計畫下的技術，包括基於CMOS的視覺處理系統、熱感智慧相機 (Thermal Smart Camera) 和車隊管理系統 (Fleet Management System)分配給12家企業。熱感智慧相機內建數位訊號處理器，可執行多種基於人工智慧（AI）的分析。其主要應用領域包括智慧城市、工業、國防和醫療保健。工業視覺感測器iVIS 10GigE是一款基於CMOS的視覺處理系統，配備強大的板載運算引擎，可滿足未來工業機器視覺應用的需求。車隊管理系統能夠追蹤車輛位置，並針對多種情況發送通知，包括危險駕駛、超速、啟動、怠速和停車。此外，運輸業者可運用動態排程決策支援工具來提高班次可靠性，而減少公車群聚現象，有助於提升公共交通服務的可靠性。

### 對印度半導體產業投資
根據印度在2014年由所做IESA的預測，該國ESDM產業在未來兩年內預計將吸引價值100億盧比 (15億美元) 的投資提案，同時，IESA規劃的250個新創孵化中心中，將有五個獲得部分國家資助。
印度聯邦內閣於2014年2月批准，以設立這五座晶圓廠，並決定提供以下激勵措施：
- 依據修訂版特別獎勵計畫 (M-SIPS Policy，提供25%的資本支出補貼和稅款補償。
- 對非涵蓋資本支出免徵基本關稅 (Basic Customs Duty, BCD)。
- 依據所得稅法第35(2AB) 條，研發支出可獲200%的扣除額。
- 依據IT法第35AD條，提供投資相關扣除額。
- 向每個項目提供約51.24億盧比的無息貸款。[115]

印度政府從2022年1月1日起開始接受其晶片製造產業生態系統發展獎勵計畫的申請，預計未來幾年至少會有十幾家半導體製造商開始在印度設廠。
印度財政部已在2024年的聯邦預算中提議將資助晶片和電子產品製造的資金增加71%，達到1,310.45億盧比。
印度政府已於2024年批准在該國設立四家半導體製造單位，作為印度半導體計畫 (Semicon India Programme)中的一部分。此外，還有九個項目根據印度電子元件和半導體製造促進計畫  (SPECS)獲得批准。這些舉措預計將創造約15,710個就業機會，可顯著促進印度半導體和電子產業的發展。
北方邦政府正積極將該邦打造成半導體製造的重要樞紐。目前該邦已收到四到五項投資提案，總金額達4,000億盧比。北方邦政府推出此倡議時，恰逢印度即將舉行的為期三天的2024年印度半導體展 (Semicon India 2024) 活動，顯示該邦有決心提升其在半導體領域的製造能力。

#### 對印度晶圓廠投資
截至2016年年中，印度尚無營運中的半導體晶圓廠。
位於孟買印度理工學院的奈米電子卓越中心 (Centre of Excellence in Nanoelectronics, CEN)，擁有一個由孟買印度理工學院和印度科學理工學院 (IISc Bangalore) 合作建立的實驗室級晶圓生產設施。該設施為印度各地學術界、產業和政府實驗室的研究人員，提供傳統CMOS奈米電子元件、新型材料元件 (III-V族化合物半導體元件、自旋電子學、光電學)、微機電系統 (MEMS)、奈米電機系統 (NEMS)生物微機電系統 (Bio-MEMS）、聚合物元件和太陽能光電的設計、製造和特性分析研究。該中心也透過印度奈米用戶計畫 (Indian Nano Users Program, INUP)提供使用精密設備的元件製造技術支援，並作為開發創新技術的關鍵，這些技術可調整並商業化，以刺激印度的奈米產業成長。
在邦加羅爾的印度科學理工學院 (IISc) 奈米科學與工程中心 (Centre for Nano Science and Engineering, CeNSE)，一個提議擴建現有氮化鎵電晶體生產設施的氮化鎵奈米材料晶圓廠，已獲得中央政府的初步批准，預計成本為30億盧。
- 預計古吉拉特邦薩伯爾甘塔縣於2017年底將會建立一座半導體晶圓製造廠。該廠將由主要合作夥伴印度斯坦半導體製造公司 (Hindustan Semiconductor Manufacturing Corporation, HSMC)，以及合作夥伴意法半導體和馬來西亞矽佳晶圓（英语：Silterra Malaysia）共同設立。這座工廠預計將雇用超過25,000名員工，其中包括4,000 名直接員工。合資公司將設立兩座製造單位，總成本超過290億盧比（約合45億美元），每座單位每月可生產20,000片晶圓。合資公司目前提議的技術節點在第一階段為90、65和45奈米，第二階段為45、28和22奈米。[122]HSMC於2016年3月從孟買的私募股權基金Next Orbit Ventures (NOV)獲得專案價值7 億盧比的種子投資。[123]
- 另一個由Jaypee Group（印度綜合企業集團）牽頭，並與IBM和以色列高塔半導體 合作的聯盟，曾提議在大諾伊達（英语：Greater Noida）建設一座晶圓廠，預計花費將超過3,400億盧比，約合50億美元。工廠規劃每月生產40,000片300毫米直徑的晶圓，初期採用90、65和45奈米的先進CMOS技術節點，隨後階段將逐步轉向28奈米和22奈米的CMOS節點。截至2016年4月，由於Jaypee Group因債務纏身，以專案商業上不可行為由而退出，此專案的命運因此仍不明朗。[124]在2022年，由總部位於阿布達比的Next Orbit Ventures和高塔半導體合資成立的國際半導體聯盟 (International Semiconductor Consortium, ISMC)宣佈，已與卡納塔卡邦政府簽署諒解備忘錄，將設立一座65奈米類比半導體製造廠。[125][126]ISMC將投資30億美元以設立該廠。[126]高塔半導體在2024年提出一項新的提案，擬投資80億美元建設晶片生產設施。[127]馬哈拉什特拉邦政府於2024年9月5日批准一項價值8,394.7億盧比(100億美元) 的投資提案，用於高塔半導體與阿達尼集團（印度跨國綜合公司）的合資企業，該企業將在馬哈拉什特拉邦潘維爾設立晶片製造廠。該廠在第一階段的產能將為每月40,000片晶圓，並最終擴展到80,000片晶圓 。[128]
- 美國SunEdison（英语：SunEdison）和阿達尼集團已簽署諒解備忘錄，將在古吉拉特邦蒙德拉 (Mundra) 建造印度最大的垂直整合太陽能光電晶圓廠，投資額高達40億美元。該廠將整合太陽能面板生產的所有環節，包括多晶矽提煉、鑄錠、電池和模組生產，預計將創造4,500個直接就業機會和超過15,000個間接就業機會。[129]
- 一家名為Cricket Semiconductor的美國公司已表示有興趣在中央邦投資10億美元，建設一座專門生產類比積體電路和電源供應積體電路的半導體晶圓廠。[130][131]
- 美光科技於2023年9月在古吉拉特邦開始建造其半導體製造廠，投資額為27.5億美元。[132]
- 印度跨國綜合公司HCLTech（英语：HCLTech）和鴻海精密於2024年1月宣佈建立OSAT (委外半導體封裝測試) 工廠的合作夥伴關係。鴻海精密投資3,720萬美元，將擁有這家公司40%的股份 。[133]鴻海精密與HCL Group撥出12億盧比作為在印度建設晶片設施的預付款。該公司於2024年2月發佈晶片組裝和測試廠建設的招標公告。[134]
- 印度綜合企業穆魯加帕集團（英语：Murugappa Group）將在五年內投資7.91億美元，進軍半導體封裝與測試業務。[135]
- 印度跨國企業CG Power and Industrial Solutions已與日本電器投資的瑞薩電子美國公司 (Renesas Electronics America)及泰國的Stars Microelectronics合作，在印度設立半導體封裝與測試設施。CG Power、瑞薩和Stars將分一或多期投資，分別出資最高2.05億美元、1,500萬美元和200萬美元，各約佔股本的92.34%、6.76%和0.9%。[136]這座工廠將生產用於消費、工業、汽車和電力應用的晶片 。[137]
- 塔塔電子 (Tata Electronics)和台灣力積電計劃在古吉拉特邦杜萊拉 (Dholera) 建立一座半導體晶圓製造廠，成本為910億盧比。該廠預計每月可處理50,000片晶圓。這座設施將採用28奈米技術，生產電源管理IC、顯示驅動器、微控制器，以及用於AI、汽車、運算與資料儲存、無線通訊技術的高效能運算晶片。[138]塔塔電子和新思科技將在杜萊拉的半導體晶圓製造廠合作。塔塔電子計劃利用新思科技的晶圓廠設計平台，加速為客戶客製化半導體產品的流程。兩家公司還將在資料分析、電腦輔助設計、工廠自動化、新思科技將提供給塔塔電子的產品設計套件，以及晶片廠智慧財產權的創建等領域展開合作。[137][139]東京威力科創將為塔塔電子的員工提供設備和培訓，以確保該公司能按時達到其2026年的晶片製造目標。此合作夥伴關係涵蓋前端製造和後端封裝技術。此外，東京威力科創也將資助持續的研發和強化專案。ref>Aulakh, Gulveen. . mint. 2024-09-09  [2024-09-11].</ref>
- 塔塔半導體組裝與測試 (Tata Semiconductor Assembly and Test) 計劃在阿薩姆邦馬里岡建立一座半導體工廠。這座設施將需要270億盧比的資金。它將具備每日組裝4,800萬片晶片的能力，這些晶片將用於汽車、消費性電子產品、電信、行動電話和電動汽車。[137]同樣在阿薩姆邦賈吉羅阿德工廠預計將於2025年開始營運。[140]
- 一群歐洲企業已與印度半導體公司RRP Electronics合作，計劃在馬哈拉什特拉邦建立一座委外半導體組裝與測試 (OSAT) 設施。他們計畫於2024年3月23日為其佔地25,000平方英尺的新設施奠基。[141]
- 印度政府於2024年9月2日批准印度ESDM公司Kaynes Technology在古吉拉特邦建設ATMP （晶片組裝、測試、標記和封裝) 單位的提案，此項目耗資330.7億盧比。此設施的日產能將達到630萬片晶片。[142]此外Kaynes SemiCon也正投資500億盧比，在薩納恩德建設一座OSAT工廠。[143]

#### 半導體產業的其他投資
- 印度跨國科技公司Cyient LtdCyient簽署協議，將收購總部位於邁索爾的ESDM服務公司Rangsons Electronics Pvt Ltd. 74%的股權。[144]
- 美國產品工程公司Aricent以1.8億美元收購總部位於邦加羅爾的晶片設計服務公司SmartPlay。[145]
- 法國科技顧問跨國公司Capgemini Engineering（英语：Capgemini Engineering）同意收購SiConTech，一家總部位於邦加羅爾的半導體晶片設計新創公司。[146]
- AMD於2013年8月在海德拉巴的海德拉巴科技城開設一個新的ESDM設計中心，這是繼其現有的邦加羅爾設計中心之後的擴展。[147]
- 全球最大的處理器智慧財產權技術供應商ARM擴大其在邦加羅爾的VLSI業務，並在北方邦諾伊達設立一個新的設計中心。該中心將在其實體IP部門下，專注於平面和FinFET CMOS技術的研究。[148]
- 總部位於台灣的手機晶片製造商聯發科技在邦加羅爾的科技園區開設一個VLSI和嵌入式軟體設計中心。聯發科計計劃在未來幾年內投資2億美元，雇用多達500名工程師，專注於行動通訊、無線連接和家庭娛樂領域。[149]

對於目前印度各地正在進行中的晶圓廠項目（處於不同概念階段），批評者和反對者對這些資本密集型項目成功的可能性抱持懷疑。。他們指出各種原因，例如：
- 市場飽和與競爭激烈：由於晶圓市場產能過剩且競爭激烈，會導致這些計畫於建成後出現利潤微薄的情況。
- 成本與性能缺乏競爭力：這些特定晶圓廠在成本和CMOS節點尺寸方面的性能缺乏競爭力，甚至難以吸引國內終端產業，因為這些產業可直接向國外更先進的晶圓廠購入。
- 高昂的維護與升級成本：為避免技術過時，每隔幾年就需要進行成本高昂的維護和升級。
- 國內材料供應不足：由於缺乏配套的輔助製造業，導致國內難以採購到半導體級材料。
- 其他資源密集型限制：這些計畫還附帶其他資源密集型的限制，包括土地徵用、不間斷供應去離子水、電力、氮氣和氬氣等關鍵氣體。
- 人才短缺與流失：印度在電子工程和研發領域，缺乏熟練的勞動力，並且現有經驗豐富的國內人才庫數量不足，他們擁有克服相關敏感技術進行大規模生產的專業知識，卻流向其他有吸引力的產業。
- 缺乏主要印度參與者：電子產業缺乏主要的印度參與者，特別是在像印度這樣仍在努力解決基礎設施瓶頸的發展中國家，這些問題更為突出。[150][151]

然而對印度晶圓廠計畫的支持者，例如與HSMC合作在古吉拉特邦建設晶圓廠的AMD強調，將晶圓廠開發為印度端到端電子製造基地的一部分，有其戰略必要性，因為印度每年進口價值數十億美元的甚至90奈米及以上較低階半導體節點產品。

印度相關業內廠商一直在倡導中央政府應以長遠的戰略眼光投資於氮化鎵 (Gallium Nitride, GaN) 和碲化鎘汞 (Mercury Cadmium Telluride, HgCdTe) 基於非矽半導體鑄造和晶圓廠的革命性領域，因為它們用途廣泛，例如由GaN製成的高電子遷移率電晶體 (HEMT) 可用於民用和軍事應用的電力電子產品，能夠高速切換，處理高功率和高溫而無需冷卻。而基於HgCdTe的高品質感測器則適用於軍事太空需求。